# Wilhelm List

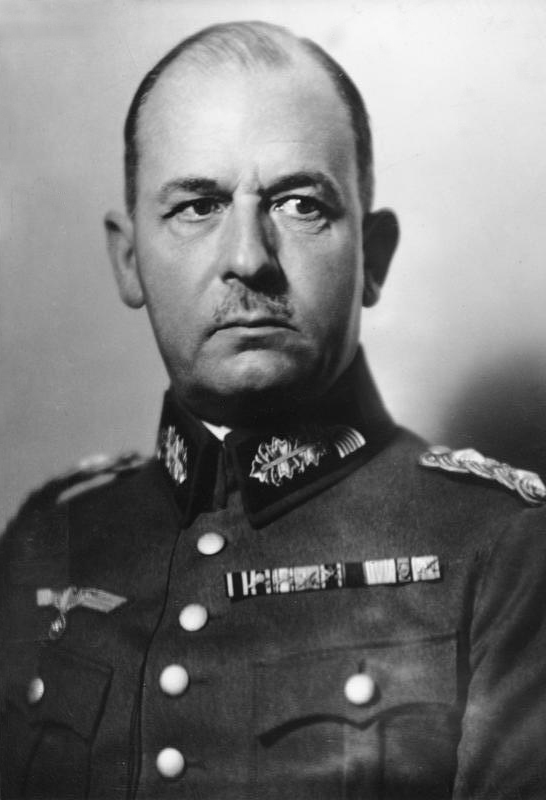
Wilhelm List

Siegmund Wilhelm Walther List (14 de maio de 1880, Illerkirchberg – 16 de agosto 1971, Garmisch-Partenkirchen), foi um marechal alemão que comandou um exército na invasão da Polônia em 1939, depois na França em 1940. Dirigiu em seguida a campanha dos Bálcãs e conquistou a Grécia em 1941. Perdendo o prestígio com Hitler em 1942, foi aprisionado pelos aliados em 1945 e condenado em Nuremberga em 1948, por crimes de guerra nos Bálcãs, sendo liberado por motivo de doença em 1952.